# Himmelbergtunnel
Der Himmelbergtunnel (auch: Tunnel Himmelberg) ist ein 2395 m langer Eisenbahntunnel der Schnellfahrstrecke Köln–Rhein/Main bei Montabaur.
Der Tunnel nimmt zwei Gleise in Fester Fahrbahn auf, die planmäßig mit 300 km/h befahren werden können.

## Verlauf
Das Nordwestportal liegt östlich des Bahnhofs Montabaur bei Streckenkilometer 89,9 und das Südostportal in einem Waldgebiet bei Streckenkilometer 92,3.
Der Tunnel verläuft teilweise unter Bereichen der Ortsgemeinde Heiligenroth.
Die Strecke verläuft im Tunnel in einer durchgehenden Kurve in südwestlicher Richtung. Die Gradiente fällt dabei deutlich ab. Am nordwestlichen Rand des Naturparks Nassau gelegen, unterquert die Röhre in der Nähe des Nordwestportals die Autobahn-Anschlussstelle Montabaur der Bundesautobahn 3 und Bundesstraße 255 sowie eine Flüssigkeit- und eine Gas-Pipeline, die in der Nähe der Bundesstraße verlaufen. Im weiteren Verlauf folgen verschiedene Ortsstraßen, eine Gaspipeline sowie mehrere Fischteiche. In der Nähe des Südportals wird die Landesstraße 318 unterfahren.
An das Nordportal schließt sich der Bahnhof Montabaur an. Unmittelbar südlich, beim Streckenkilometer 92,5, folgt der Wahnscheidtunnel.
Zwei Notausgänge führen südlich und südwestlich von Heiligenroth, bei 50° 26′ 37″ N, 7° 51′ 3,7″ O (Streckenkilometer 90,929) und 50° 26′ 32,7″ N, 7° 51′ 36,9″ O (Km 91,595) an die Oberfläche.

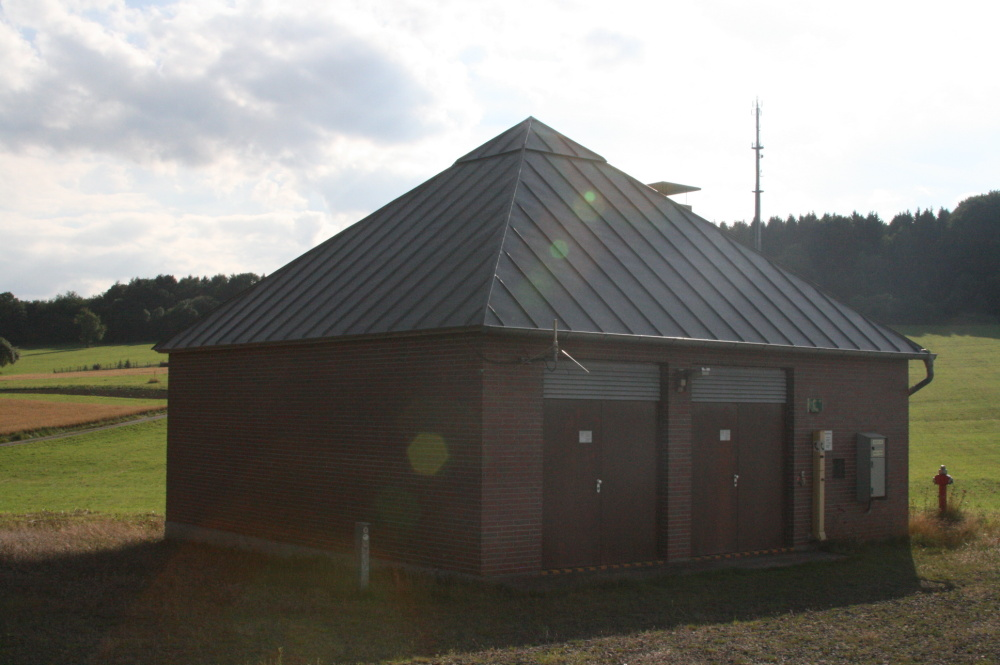
Nördlicher Notausgang an der Oberfläche
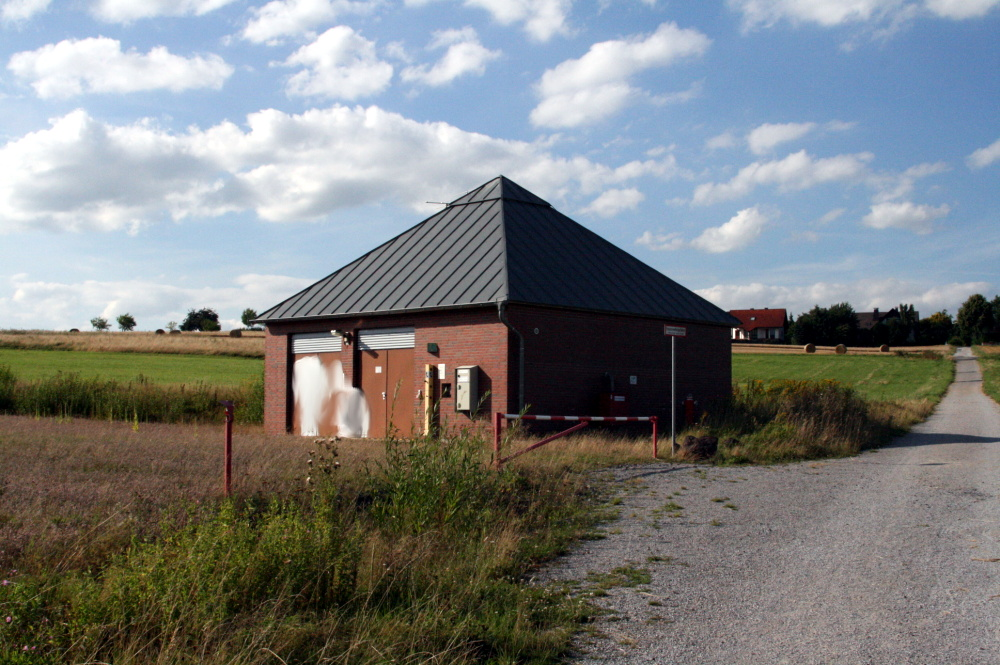
Südlicher Notausgang an der Oberfläche

### Geologie
Im Bereich des Nordportals liegt ein weitgehend unverwitterter devonischer Tonschiefer vor. Im Bereich der Bundesstraße 255 folgt ein Bereich stark verwitterten, zersetzten tonischen Gesteins.

## Geschichte

### Planung
Bereits Ende 1995 lag die geplante Länge des Bauwerks bei 2395 m.

### Bau
Der Tunnel wurde mit Lockerungssprengungen und Tunnelbaggern ausgebrochen. Die Vortriebsarbeiten begannen am 1. Mai 1998, von beiden Portalen ausgehend. Die Tunnelpatenschaft hatte die damalige Bundestagsabgeordnete Ulla Schmidt übernommen. Besonders schwierig gestaltete sich der Vortrieb im Bereich des Nordportals, aufgrund stark befahrener Fernstraßen, Pipelines und Bebauung.
Der Tunnel wurde auf einer Länge von 2355 m in bergmännischem Vortrieb erstellt. Im Bereich des Nordwestportals wurde ein Voreinschnitt angelegt.
Im Bereich des Nordwestportals gingen dem Vortrieb auf einer Länge von vier Metern Erkundungsbohrungen voraus, um den Übergang von schwach zu stark verwitterten Gestein zu lokalisieren. Zu Anfang erfolgte ein mehrstufiger Kalottenvortrieb, gesichert durch Bohrspieße. Mit Erreichen des verwitterten Gebirges, etwa 50 Meter vor der B-255-Unterquerung, wurde auf Ulmenstollenvortrieb umgestellt. Ab Tunnelmeter 420 wurde der Vortrieb auf dreistufigen Vortrieb (Kalotte, Strosse, Sohle) umgestellt. Zwischen den Tunnelmetern 500 und ca. 700 wurde eine Formation von stark wasserführenden Schichten (so genannter Vallendarer Schotter) unterfahren. Zur Absenkung des Wasserdrucks wurden von der Oberfläche Brunnen von bis zu 80 Meter Tiefe angelegt, um das Grundwasser zu entspannen.
Im südlichen Vortrieb erwies sich die Unterfahrung mehrerer Fischteiche zwischen den Tunnelmetern 570 und 620 als problematisch. Die bei geringer Überdeckung (sechs bis acht Meter) zu unterfahrenden Teiche wurden vorbeugend abgelassen und Bachläufe in Rohre verlegt. Das Gestein unterhalb dieser Bereich erwies sich als durchnässt, die Stabilität des Vortriebs war zeitweise gefährdet und wurde durch Vorschüttungen stabilisiert. In diesem Bereich kamen ebenfalls neben anderen Maßnahmen zahlreiche Brunnen zur Reduzierung des Wasserdrucks zum Einsatz. Während der Bauphase wurden Setzungen von bis zu 162 mm gemessen.
Der Durchschlag erfolgte am 23. November 1999. Ab Januar 2000 erfolgte die Herstellung der Innenschale. Neben WU-Beton kamen bei Wasserdrücken von bis zu fünf bar abschnittsweise auch Kunststoffbahnen zur Abdichtung zum Einsatz.
Im Juni 2001 wurde die Feste Fahrbahn verlegt.

### Inbetriebnahme
Vor Inbetriebnahme der Neubaustrecke fand am 1. Juni 2002 im Tunnel eine groß angelegte Rettungsübung mit rund 1300 Helfern und 300 „Fahrgästen“ statt. Es war eine von fünf Großschadensübungen zur Zulassung der Neubaustrecke.

### Betrieb
Ende Oktober/Anfang November 2017 fand eine weitere Rettungsübung mit 420 Personen im Tunnel statt.